# Porsche Tennis Grand Prix 2003
Il Porsche Tennis Grand Prix 2003 è stato un torneo femminile di tennis giocato sul cemento indoor. È stata la 26ª edizione del Porsche Tennis Grand Prix, che fa parte della categoria Tier II nell'ambito del WTA Tour 2003.
Si è giocato a Filderstadt in Germania, dal 6 al 12 ottobre 2003.

## Campionesse

### Singolare
Kim Clijsters ha battuto in finale  Justine Henin con il punteggio di 5–7, 6–4, 6–2

### Doppio
Lisa Raymond /  Rennae Stubbs hanno battuto in finale  Cara Black /  Martina Navrátilová con il punteggio di 6–2, 6–4